# Birgit Cullberg
Birgit Cullberg (Nyköping, 3 de agosto de 1908 – 8 de septiembre de 1999) fue una bailarina y coreógrafa sueca.

## Biografía
Hija del director de banco Carl Cullberg y Elna Westerström. Cullberg nació en Nyköping y se casó con el actor Anders Ek (1942-1949). La separación duró diez años, antes de reconciliarse en 1959, aunque terminaron por divorciarse de nuevo poco antes del fallecimiento de él. Fue madre de Niklas, Mats y Malin Ek. Estudió ballet con el expresionista coreógrafo alemán, Kurt Jooss-Leeder y Lilian Karina, así como en el The Royal Ballet de Londres (1952–1957). Fue una de las primeras coreógrafas capaz de entender el potencial de fusionar el ballet clásico y el moderno. En 1960, fue nombrada directora y coreógrafa del Teatro de la Ciudad de Estocolmo.
De conjunto de sus coreografías, destacaron "Miss Julie" —basada en La señorita Julia de August Strindberg— estrenada en 1950 y que ayudó a encumbrar a la bailarina francesa Violette Verdy; una "Medea" que interpretó con éxito la canadiense Melissa Hayden, "Adán y Eva", uno de los primeros éxitos donde participaron sus hijos. Varias de sus coreografías fueron premiadas por la Ópera Real de Estocolmo. Obtuvo prestigio internacional y reconocimiento con la compañía de ballet que fundó, Cullberg Ballet, en la década de 1960. Cuando se retiró en 1985, su hijo Mats se hizo cargo de la dirección de la compañía. En su honor se establecieron una becas de estudios que llevan su nombre, y la Universidad de Estocolmo, donde ella se formó de joven, la nombró Professors namn (similar a profesor honorario).

## Premios y honores
- Commendeur des Arts et Lettres francesa.
- Cavaliere ufficiale italiana.
- 1961 – Prix Italia que otorga la RAI italiana por Rött vin i grönt glas.
- 1961 – Medalla Carina Ari
- 1976 – Premio teatral de la Academia Sueca
- 1977 – Litteris et artibus de la Casa Real Sueca.
- 1979 – Professors namn (Universidad de Estocolmo)
- 1982 – Premio Natur & Kulturs
- 1982 – Miembro honorario de la Södermanlands-Nerikes nation de la Universidad de Upsala.
- 1983 – Medalla «Illis Quorum»